# Ермаковское сельское поселение (Викуловский район)
Ермаковское се́льское поселе́ние — муниципальное образование в Викуловском районе Тюменской области Российской Федерации.
Административный центр — село Ермаки.

## История
Статус и границы сельского поселения установлены Законом Тюменской области от 5 ноября 2004 года № 263 «Об установлении границ муниципальных образований Тюменской области и наделении их статусом муниципального района, городского округа и сельского поселения».

## Население
| 2010 | 2011 | 2012 | 2013 | 2014 | 2015 | 2016 |
| ---- | ---- | ---- | ---- | ---- | ---- | ---- |
| 376  | ↘375 | ↘361 | ↘322 | ↘312 | ↗321 | ↘310 |
| 2017 | 2018 | 2019 | 2020 | 2021 |      |      |
| ↘307 | ↘294 | ↘284 | ↘269 | ↗309 |      |      |

## Состав сельского поселения
| № | Населённый пункт | Тип населённого пункта       | Население |
| - | ---------------- | ---------------------------- | --------- |
| 1 | Еловка           | село                         | 46        |
| 2 | Ермаки           | село, административный центр | 265       |
| 3 | Осиновка         | село                         | 65        |

### Упразднённые населённые пункты
5 июля 2023 года Законом Тюменской области в связи с прекращением существования упразднена деревня Резанова.